# روستيسلاف ألكسيف
روستيسلاف يفغينيفيتش ألكسيف (بالروسية: Ростислав Евгеньевич Алексеев) (18 ديسمبر 1916- 9 فبراير 1980) هو مدير ورئيس شؤون تصميم في روسيا السوفيتية، اشتهر بعمله الرائد في مجال السفن الطائرة ومركبات الإيكرانوبلاين. كان ألكسيف مصممًا بارعًا للسفن الطائرة، مثل قارب راكيتا، وأصبح مطورًا بارزًا لمركبات الإيكرانوبلاين، لا سيما مركبتي وحش بحر قزوين وإيه- 90 أورليانك.

## سيرة حياته
وُلد روستيسلاف إفغينييفيتش ألكسيف في 18 ديسمبر 1916 في نوفوزايبكوف، غوبرنيه شيرنكوف، الإمبراطورية الروسية (حاليًا في أوبلاست بريانسك، روسيا) لوالد خبير زراعي ووالدة معلمة. في عام 1933، انتقلت عائلته إلى غوركي (المعروفة حاليًا بنيجني نوفغورود)، وفي عام 1935 التحق بدورة لبناء السفن في معهد غوركي الصناعي. تخرج ألكسيف في الأول من أكتوبر 1941، بعد أن نجح في مناقشة أطروحته النهائية حول السفن الطائرة، وحصل على لقب مهندس بناء السفن. أُرسل للعمل في مصنع ريد سورموفو لبناء السفن، إلا أن المصنع عمل على تصنيع الدبابات الحربية بدلًا من السفن إبّان اشتراك الاتحاد السوفيتي في الحرب العالمية الثانية بعد الغزو الألماني للاتحاد السوفيتي في وقت سابق من ذلك العام.

### السفن الطائرة
عمل ألكسيف في البداية رئيس عمال في مجال إنتاج الدبابات، ولكن في عام 1942، أُعادت البحرية السوفيتية توزيعه ليعمل في مجال تطوير السفن الطائرة للأغراض الحربية. لم تكتمل تصاميمه بنهاية الحرب عام 1945، ولكن الحكومة السوفيتية حافظت على اهتمامها بتلك التصاميم وجرى تخطيط 340 سفينة طائرة بحلول نهاية أربعينيات القرن العشرين. واصل ألكسيف عمله في مجال السفن الطائرة وأصبح كبير مصممي راكيتا، وهو أول قارب طائر للركاب مُنتج تجاريًا في الاتحاد السوفييتي، والذي بدأ إنتاجه في عام 1957. عُرض قارب راكيتا في المهرجان الدولي للشباب والطلاب في موسكو في ذلك العام، وازداد الاهتمام بالسفن الطائرة بصورة أكبر. كان ألكسيف كبير مصممي العديد من تصاميم السفن الطائرة المخصصة للركاب والتي أُنتجت في مصنع ريد سورموفو، بما في ذلك قوارب ميتيور، وكوميتا، وسبوتنيك، وبورفيستنيك، وصن رايز.

### مركبات الإيكرانوبلاين
في عام 1962، بدأ ألكسيف العمل في مكتب التصميم المركزي للسفن الطائرة والذي كان متخصصًا في التطوير السري للمركبات أرضية التأثير، والتي تُدعى «مركبات الإيكرانوبلاين». في خمسينيات القرن العشرين، أولى الاتحاد السوفياتي مركبات الإيكرانوبلاين اهتمامًا كبيرًا، والتي كانت في ذلك الوقت موضع تجاهل إلى حد كبير من جانب بقية العالم، وعمل على تطويرها بوتيرة متسارعة. تُعد مركبات الإيكرانوبلاين طائرات من الناحية الفنية، ولكنها تعمل باستخدام تأثير أرضي للسير على عدة أمتار فقط فوق أسطح مسطحة، وخاصة المسطحات المائية، الأمر الذي أدى إلى تصنيف الحكومة السوفيتية لها على أنها سفن. خطط المكتب المركزي لتصميم السفن الطائرة مركبة إيكرانوبلاين ضخمة بتوظيف مبدأ «الجناح بتأثير سطحي»، ودُعي ألكسيف إلى المشاركة في عملية التطوير نظرًا لخبراته في مجال السفن الطائرة. بعد عامين فقط من بدء المشروع، أُنتجت مركبة كورابل ماكيت والمعروفة باسم وحش بحر قزوين، وكان ألكسيف كبير مصممي المشروع وفيتالي إيفاموف كبير مهندسيه. عندما أُنجز النموذج الأولي لمشروع مركبة وحش بحر قزوين في عام 1966، كانت أكبر وأضخم طائرة في العالم، ولكن لم يكن هذا المؤشر معروفًا للعالم لسرية المشروع آنذاك. جرى تشغيل المركبة بواسطة ثمانية محركات نفاث عنفي من نوع دوبراينين في دي-7 موجودة في مقدمة هيكل المركبة، واثنين على المؤخرة لتحقيق دفع إضافي أثناء الإقلاع. أُنتجت مركبة وحش بحر قزوين في مصنع ريد سورموفو في غوركي، ثم نُقلت سرًا على طول نهر فولغا إلى كاسبييسك، حيث وُضعت لتخضع لاختبار البحرية السوفيتية في بحر قزوين والتي كان يديرها طيارو اختبار تابعون للقوات الجوية السوفيتية. في أول رحلة جوية لها في 16 أكتوبر 1966، شارك ألكسيف في تجربة قيادة المركبة، وهو أمر نادر⸵ لأنه لم يكن اعتياديًا أن يشغل مصممي الطائرات ابتكاراتهم.
كان يُنظر إلى وحش بحر قزوين في البداية على أنها مركبة واعدة متخصصة في استخدامها من جانب العاملين العسكريين وعمال الإنقاذ، إلا أن تصميمها تسبب في العديد من الصعوبات، وتباطأ التقدم المُحرز، وسرعان ما مضى ألكسيف إلى مشاريع أخرى لمركبات الإيكرانوبلاين. كانت مركبة إيه- 90 أورليانك المشروع الأكثر نجاحًا، وقامت بأول رحلة لها في عام 1972، وفوضتها البحرية السوفيتية في عام 1979. شهدت مركبة أورليانك استخدامًا محدودًا كمركبة نقل عسكرية، وكانت الثالثة ضمن الوحدات الخمس المنتجة في الخدمة الفعلية حتى عام 1993.